# Michaeloplia peyrierasi
Michaeloplia peyrierasi är en skalbaggsart som beskrevs av Marc Lacroix 1997. Michaeloplia peyrierasi ingår i släktet Michaeloplia och familjen Melolonthidae. Inga underarter finns listade i Catalogue of Life.